# محمد عبد اللطيف جميل
محمد عبد اللطيف جميل (ولد في عام 1955) رجل أعمال سعودي، ورئيس مجلس إدارة مجموعة شركة عبد اللطيف محمود جميل المحدودة.

## التعليم
- درس الهندسة المعمارية في جامعة ولاية ماساتشوستس الأمريكية عام 1978م.[3]
- حصل على شهادة في الهندسة المدنية من جامعة Mit في مدينة بوسطن الأميركية وجامعة صوفيا في العاصمة اليابانية طوكيو. وكان لدراسته هندسة السيارات في اليابان لعدة أعوام أثر في مسيرته العملية، بعد أن تقلد إدارة مجموعة شركات عبد اللطيف جميل المحدودة.

## البدايات والعمل
- كانت بداية محمد جميل في قطاع الأعمال عام 1979، عندما قرر دخول مجال تجارة السيارات من خلال شركة والده، إذ تمكن من دراسة السوق المحلية والدولية للسيارات.
- ويعد مشروع صناعة تجميع سيارات وقطع غيار تويوتا في السعودية والصناعات المرتبطة بها، من أولى اهتمامات محمد عبد اللطيف جميل، إذ حصلت المجموعة على موافقة مبدئية للمشروع من شركة تويوتا اليابانية. ويرأس محمد جميل مجموعة شركات عبد اللطيف جميل التي أسسها الشيخ عبد اللطيف جميل في عام 1945 ويتنوع نشاطها بين تجارة السيارات والعقارات والإلكترونيات.
- مؤسس ورئيس مجلس إدارة باب رزق جميل، وهي مبادرة تهدف لخلق فرص عمل في الشرق الأوسط وشمال إفريقيا.
- أنشأ في أوائل التسعينيات صندوق منح دراسية باسم والده عبد اللطيف جميل للطلاب المبتعثين من السعودية ومن بلدان أخرى حول العالم.
- في عام 2014 أنشأ معمل عبد اللطيف جميل للأمن المائي والغذائي العالمي (J-WAFS) في MIT ليصبح في مقدمة الأبحاث الرامية إلى محاربة نقص الغذاء والماء في مواجهة التغير المناخي والنمو السكاني.[4]
- عين عضواً في مجلس إدارة الهيئة العامة للترفيه في السعودية عام 2016.[5]

## التكريم والجوائز
- حائز على وسام فارس فخري من ملكة بريطانيا عام 2014.[6]
- حائز على جائزة القندس البرونزي وهي أعلى جائزة تمنحها جمعية خريجي MIT للخريجين المتطوعين، عام 2016م.[4]